# Neocordulia setifera
Neocordulia setifera là loài chuồn chuồn trong họ Synthemistidae. Loài này được Hagen in Selys mô tả khoa học đầu tiên năm 1871.